# Un băiat și atomul lui
Un băiat și atomul lui (engleză A Boy and His Atom) este un scurt metraj de animație lansat în 2013 pe YouTube de către IBM Research. Filmul spune povestea unui băiat și a unui atom, care se întâlnesc și devin prieteni. Filmul descrie un băiat cu un atom, care iau diferite forme. Având o durată de numai un minut, filmul a fost realizat prin mutarea prin magnetism a moleculelor de monoxid de carbon mărite cu un dispozitiv, de 100 de milioane de ori. Aceste molecule de doi atomi au fost pur și simplu mutate pentru a crea imagini, care au fost apoi salvate ca și cadre individuale pentru a face filmul. Filmul a fost premiat de Guinness Book of World Records ca fiind cel mai mic film din lume.
Tehnologia tradițională a tranzistorului de siliciu, a devenit mai ieftină, mai densă și mai eficientă, dar limitările fizice fundamentale sugerează că scalarea foarte mică este o cale nesustenabilă pentru rezolvarea creșterilor datelor. Această echipă de oameni de știință este deosebit de interesată de lucrurile la scară foarte, foarte mică - atomii și pe viitor vor începe construirea unei structuri de aest gen. Folosind această metodă, IBM a anunțat că poate stoca acum un singur bit în doar 12 de atomi (tehnologia actuală are aproximativ un milion de atomi pentru a stoca un singur bit).

## Sinopsis
La începutul filmului, când începe acțiunea, se vede un băiat întâlnind un atom. Ezitând la început, atomul dansează pe acompaniamentul muzical al filmlui, apoi sare în jur ca o minge. Atomul se mărește, și formează o trambulină, pe care băiatul sare. În final, atomul sare în aer, zboară și formează cuvântul "THINK", un vechi motto al companiei IBM.

## Creație

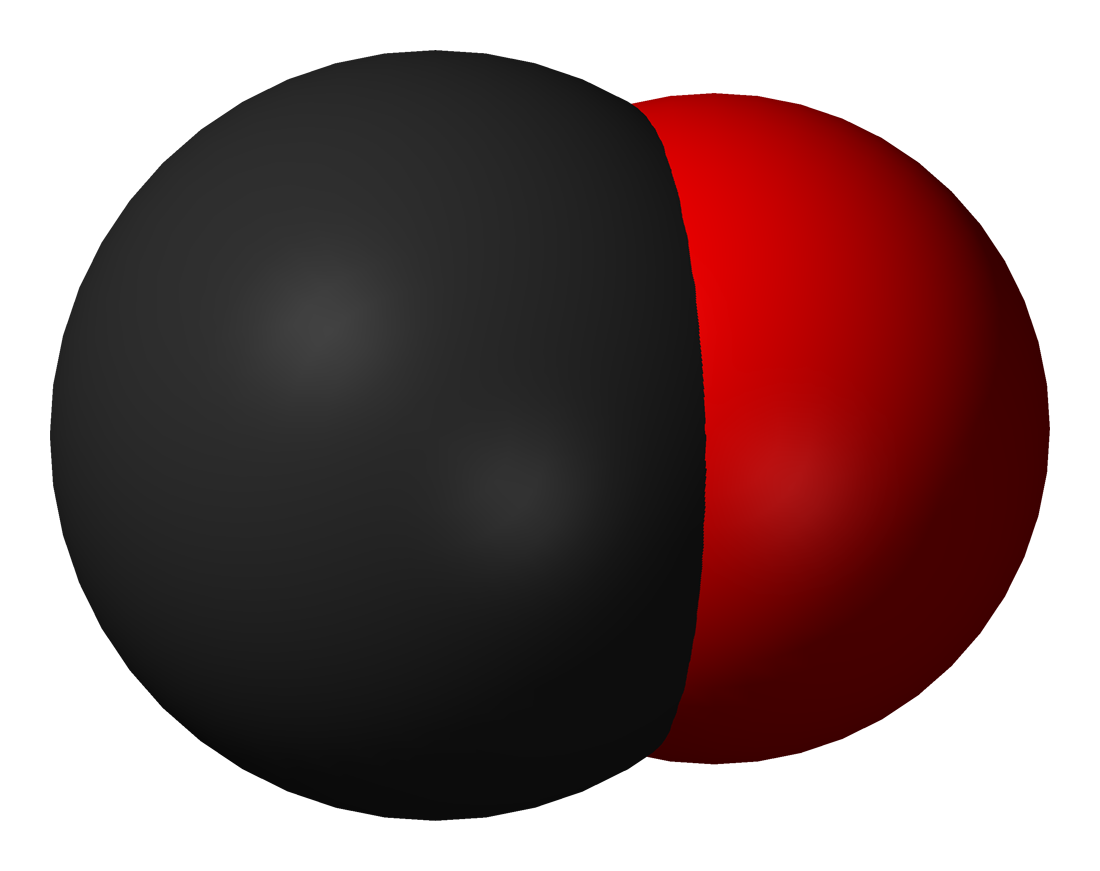
O moleculă de monoxid de carbon

Un băiat și atomul lui a fost creat de o echipă de oameni de știință de la IBM - împreună cu Ogilvy & Mather, agenția de publicitate de la IBM. Compania Almaden Research Center din San Jose, California, a folosit un microscop cu tunel de scanare, cu ajutorul căruia moleculele de monoxid de carbon au fost manipulate în poziție, pe un substrat de cupru și cu un ac de cupru la o distanță de 1 nanometru  Ele rămân pe loc, formând o legătură cu substratul din cauza temperaturii extrem de scăzute de 5K (-268.15 ° C, -450.67 °. F), la care dispozitivul funcționează.  
Echipa a creat 242 de imagini statice cu 65 molecule de monoxid de carbon. Imaginile au fost combinate pentru a face un film stop-motion.   Fiecare cadru măsoară 45/25 de nanometri.  A fost nevoie de patru cercetători timp de două săptămâni a câte 18 ore pe zi pentru a produce filmul. 
Grafica și efectele sonore sunt asemănătoare cu jocurile video timpurii. „Acest film este un mod distractiv de a împărtăși lumii scara atomică”, a declarat liderul proiectului - Andreas Heinrich. „Motivul pentru care am făcut acest film nu a fost de a transmite un mesaj științific direct, ci pentru a provoca elevii să pună întrebări.”

## Reacție
Guinness World Records a certificat filmul ca cel mai mic film din lume făcut vreodată.  Filmul a fost acceptat la Festivalul de Film Tribeca Online și prezentat la New York Tech Meet-up și la Festivalul de Științe Mondiale. Filmul a depășit 1 milion de vizualizări în 24 de ore, și 2 milioane de vizualizări în 48 de ore cu mai mult de 27.000 de like-uri.

## Implicații
În timp ce filmul a fost folosit de către cercetători ca un mod distractiv de a implica studenții interesați de știință, el ar putea crește cantitatea de baze de date mai mult decât se poate stoca. În 2012, cercetătorii au demonstrat că particulele ar putea stoca un bit din memoria unui calculator pe un grup de doar 12 atomi, în loc de un milion.  